# Bagnoli di Sopra bianco
Il Bagnoli di Sopra bianco è un vino DOC la cui produzione è consentita nella provincia di Padova.

## Caratteristiche organolettiche
- colore: paglierino più o meno intenso
- odore: vinoso con gradevole profumo caratteristico
- sapore: asciutto o amabile, fine, sapido, vellutato

## Produzione
Provincia, stagione, volume in ettolitri
- Padova  (1995/96)  219,0
- Padova  (1996/97)  703,09